# Joseph Wenglein

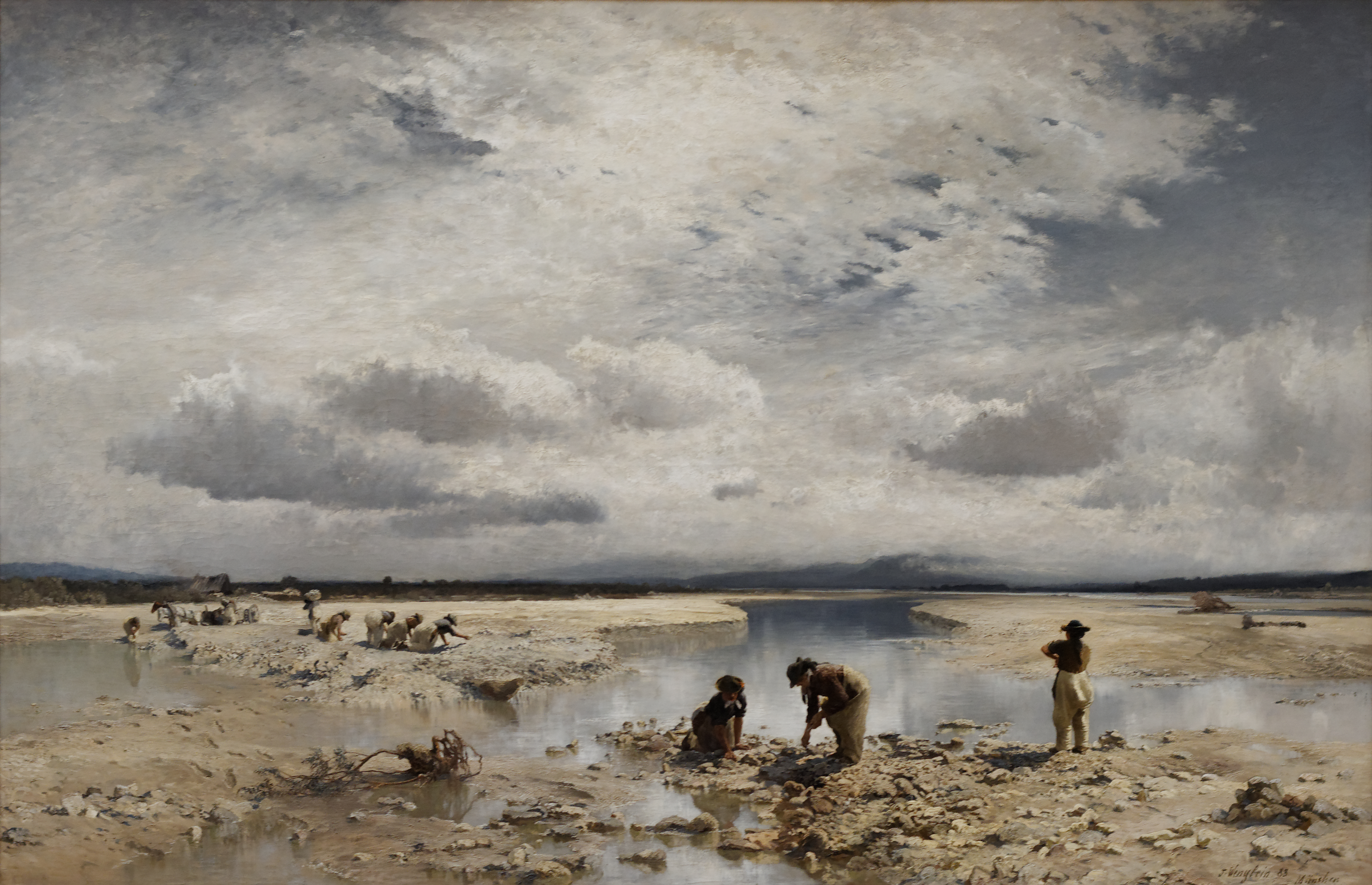
Femmes récoltant du calcaire dans le lit de l'Isar près de Tölz, 1883

Joseph Wenglein (5 octobre 1845 à Munich - 18 janvier 1919 à Bad Tölz) est un peintre et illustrateur allemand, spécialiste des paysages.

## Biographie
Né à Munich, Joseph Wenglein entame un double cursus à l'Académie des beaux-arts de Munich et à l'Université Louis-et-Maximilien de Munich où il étudie le droit avant de décider de se consacrer entièrement à l'art. Il trouve une place dans le studio du peintre paysagiste Johann Gottfried Steffan (en). Recommandé par celui-ci, il devient élève de Adolf Heinrich Lier dont l'influence sur la couleur est notable.
Ses paysages favoris sont le plateau bavarois et les environs de l'Isar. 
Plus tard il devient professeur ; son élève le plus connu est Otto Reiniger (en).